# 예원초등학교 (경기)
예원초등학교는 대한민국 경기도 화성시에 있는 공립 초등학교이다.

## 학교 연혁
- 2012.  1.  1 예원초등학교 설립 인가
- 2012. 11.  1 예원초등학교 개교(4학급 31명)
- 2012. 11.  1 초대 김광옥 교장 취임
- 2012. 11. 15 예원초등학교 6학급 증설
- 2013.  2. 14 제1회 졸업식(2명)
- 2013.  3.  1 경기도교육청 혁신학교 예비지정교
- 2013.  3.  4 2013학년도 입학식(5학급 100명)
- 2014.  3.  1 화성창의지성교육 거점학교
- 2014.  3.  1 화성창의지성교육 선도학교
- 2014.  3.  1 경기도교육청 혁신학교
- 2014.  3.  1 경기도교육청 자율학교